# Allobaccha sumbana
Allobaccha sumbana är en tvåvingeart som först beskrevs av Keiser 1952.  Allobaccha sumbana ingår i släktet Allobaccha och familjen blomflugor. Inga underarter finns listade i Catalogue of Life.